# Juksek sadakat
Juksek sadakat (tur. Yüksek Sadakat) je turski rok bend osnovan 1997. u Istanbulu. Popularnost stiču 2006. po objavljivanju prvog albuma naslovljenog „Yüksek Sadakat“. Njihova muzika se može opisati kao mešavina popa i roka moćnog zvuka u kojoj se koriste turski tradicionalni instrumenti, klavijature i gitare. Naziv grupe je prevod engleskog izraza „High Fidelity“ na turski. Bend je predstavljao Tursku na izboru za Pesmu Evrovizije 2011. sa pesmom „Live It Up“, međutim, nisu uspeli da se plasiraju u finale takmičenja.

## Članovi benda
- Kenan Vural - vokal
- Serkan Ozgen - gitara
- Kutlu Ozmakinadži - bas gitara
- Ugur Onatkut - klavijature
- Alpaj Šalt - bubnjevi

### Bivši članovi
- Džemil Demirbakan - vokal

## Diskografija
- - 2006
- - 2008